# Rodolfo Bodipo
Rodolfo Bodipo Díaz est un footballeur né le 25 octobre 1977 à Séville possédant la double nationalité hispano-équatoguinéenne et évoluant au poste d'attaquant.

## Palmarès
- Deportivo La Corogne
  - Vainqueur de la Coupe Intertoto en 2008.
  - Vainqueur de la Liga Adelante en 2012.